# Castello di Sherborne
Il castello di Sherborne (in inglese Sherborne Castle) si trova a Castleton, poco lontano da Sherborne, entrambe cittadine della contea Dorset, nella parte Sud Ovest dell'Inghilterra. La sua costruzione risale alla fine del XVI secolo.

## Storia

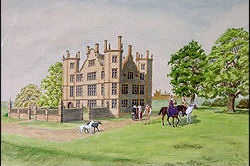
Il castello di Sherborne come appariva nel XVII secolo

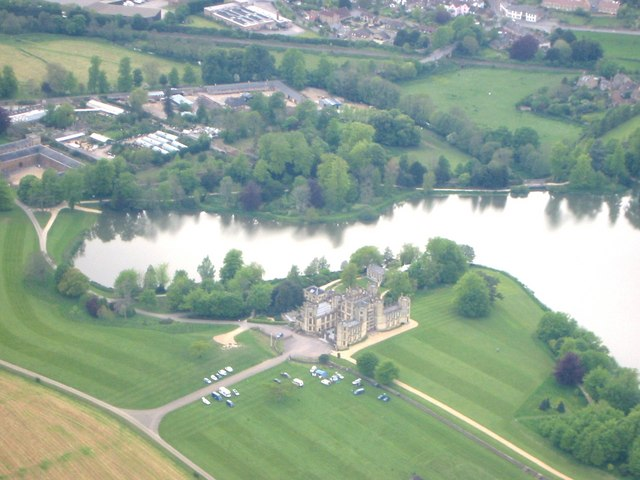
Vista aerea del castello di Sherborne, del suo parco e del lago

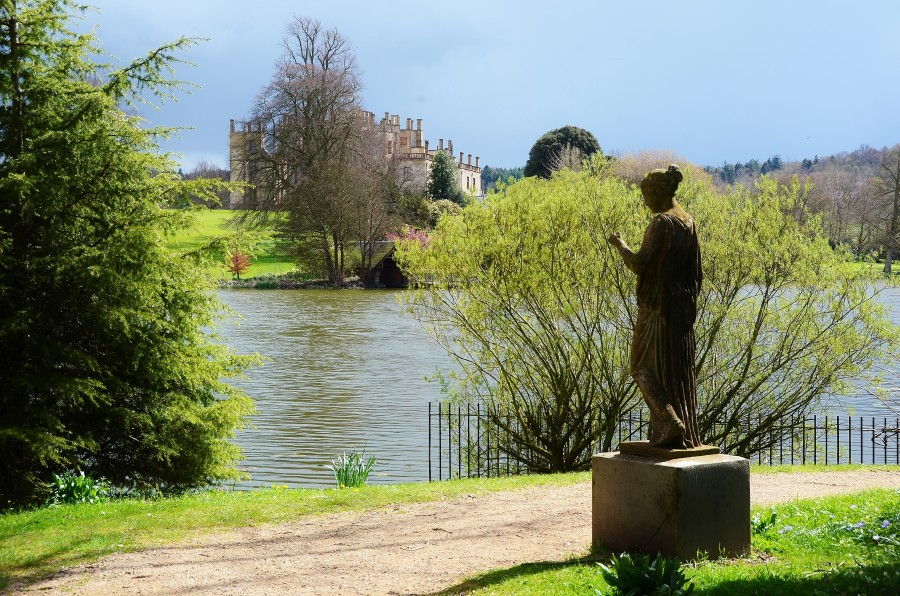
Lago nel parco del castello

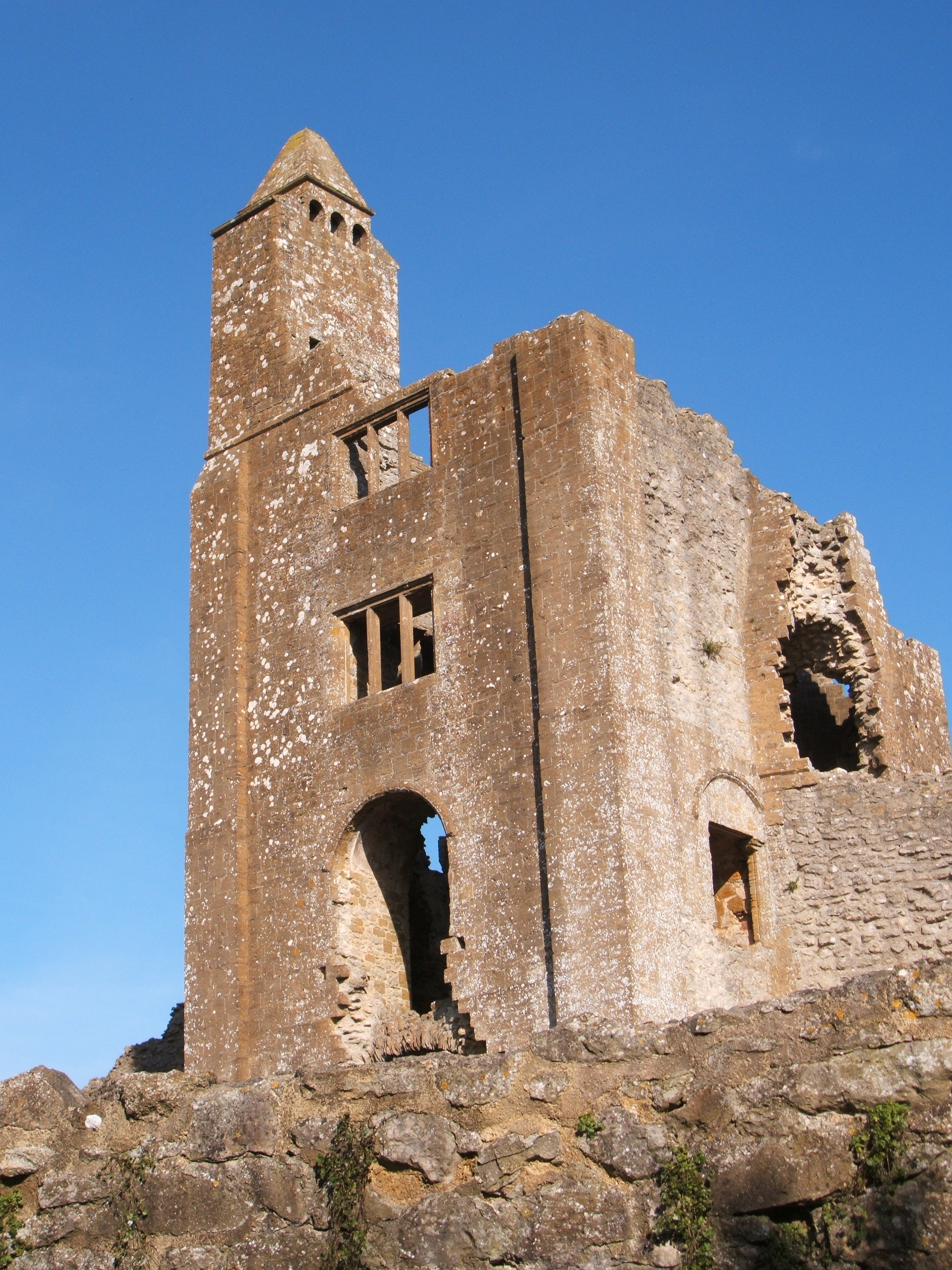
Il vecchio castello di Sherborne ormai in rovina come appariva nel 2007

Il castello di Sherborne fu costruito da sir Walter Raleigh a partire dal 1594. In quel periodo era solo un capanno da caccia del XII secolo in un parco di cervi di proprietà della Chiesa. Raleigh costruì una nuova residenza attorno al nucleo del vecchio casino di caccia, che in realtà era un antico e preesistente castello, noto come vecchio castello di Sherborne. Durante la guerra civile inglese il sito fu fermamente realista e il generale Thomas Fairfax, III lord Fairfax di Cameron lasciò andare il vecchio castello in rovina e il nuovo edificio venne chiamato col nome recente, anche se spesso si preferisce chiamarlo come nuovo castello per differenziarlo dal vecchio. Nel XVIII secolo, William Digby, quinto barone Digby, progettò il grande parco e i suoi eredi, Edward, che ereditò nel 1752, e Henry, progettarono i giardini del castello, compreso il lago creato da Capability Brown. Le rovine dell'antico castello vennero comprese nei giardini. Quando Edward Digby, secondo e ultimo conte Digby, morì nel 1856, la residenza passò alla famiglia Wingfield Digby, alla quale è rimasta. Durante la prima guerra mondiale il palazzo fu utilizzato come ospedale dalla Croce Rossa e durante la seconda guerra mondiale divenne sede del quartier generale dei commando coinvolti nello sbarco in Normandia.

## Descrizione
L'edificio è più una residenza signorile che un castello fortificato, e si trova a Castleton, villaggio e parrocchia civile poco lontana da Sherborne, entrambe cittadine della contea Dorset, Sud Ovest dell'Inghilterra. L'interno del castello è pieno di ritratti di famiglia, opere d'arte, mobili e porcellane collezionati dalla famiglia Digby nel corso dei secoli. 
Il palazzo è circondato da estesi giardini paesaggistici e da un lago di 50 acri progettato da Capability Brown. Sul bordo del lago ci sono enormi alberi di cedro risalenti al XIX secolo. 
Nei giardini si conservano le rovine del primitivo vecchio castello. 
Il castello si presenta con un blocco centrale rettangolare affiancato dalle due ali con torrette angolari. L'intera struttura comprente in tutto quattro ali di 2 piani con cantine e torri esagonali. Nel giardino e nel parco si tengono spesso manifestazioni di interesse pubblico, come un ritrovo annuale di auto storiche.

### Bene tutelato come edificio storico
L'English Heritage ha classificato il castello di Sherborne e anche il suo parco come beni storici di primo grado coi numeri 1316962 e 1000454.